# Mo-Do
Fabio Frittelli (Monfalcone, 24 de julio de 1966 – Udine, 6 de febrero de 2013), más conocido por su seudónimo Mo-Do, fue un músico italiano. Mo-Do aparece en los años 1990 como un artista de música electrónica. Aunque Mo-Do era Italiano, sus canciones son en alemán.

## Origen del nombre
El nombre Mo-Do está hecho con las primeras letras de Frittelli de su ciudad de nacimiento (Monfalcone) y el día de su nacimiento (Domenica, i.e. domingo en italiano), respectivamente.

## Carrera
Mo-Do Estuvo formado cuándo Frittelli conoció al productor Claudio Zennaro. Otros productores  con quién trabajó con Frittelli (a veces citado como miembros del grupo) eran Fulvio Zafret, Mario Pinosa y Sergio Portaluri.
Mo-Do es probablemente más conocido por su tema "Eins, Zwei, Polizei" (coproducido con Zennaro y Zafret) con el cual logró el Núm. 1 en Alemania, Austria e Italia.

## Muerte
Fabio Frittelli fue encontrado muerto en su casa en Italia el 7 de febrero de 2013 con 46 años. La policía confirmó que su muerte era un suicidio.

## Discografía

### Álbum
- Was ist das? (Metronome Records, 1995

### Singles
| 1994                                  | "Eins, Zwei, Polizei" | 1 | 1  | 3 | 8  | 1  | 2 | 9  | 5  | - AUT: Oro - ALE: Oro | Was ist das? |
| 1994                                  | "Super Gut"           | — | 11 | 1 | 30 | 26 | — | 20 | 18 |                       | Was ist das? |
| 1995                                  | "Gema Tanzen"         | — | —  | — | —  | —  | — | —  | —  |                       | Was ist das? |
| 1996                                  | "Sex Bump Twist"      | — | —  | — | —  | —  | — | —  | —  |                       | Was ist das? |
| "—" Denota libera aquello no gráfico. |                       |   |    |   |    |    |   |    |    |                       |              |